# لابیرنت استخوانی
پیچال یا لابیرنت استخوانی گوش حاوی سه بخش است:
دهلیز، مجاری نیم دایره‌ای و حلزون. این حفرات در نسج استخوان متراکم قرار دارند. آنها با درون‌اُست (آندوستئوم) مفروش شده‌اند و حاوی یک مایع شفاف موسوم به پیراتنابه (پری‌لنف) هستند که در آن لابیرنت غشایی معلق می‌باشد.

## دهلیز
بخش مرکزی پیچال است که در عقب حلزون و جلوی مجاری نیم دایره‌ای قرار دارد.
دیواره خارجی آن از دو بخش تشکیل شده‌است: پنجره دهلیزی که توسط قاعده استخوان رکابی و رباط آنولار آن مسدود شده، و پنجره حلزونی که توسط پرده صماخ ثانویه مسدود شده‌است.
ساکول و اوتریکول لابیرنت غشایی در داخل دهلیز قرار دارند.

## مجاری نیم دایره‌ای
سه مجرای نیم دایره‌ای فوقانی، خلفی و خارجی به بخش خلفی دهلیز باز می‌شوند. هر مجرا یک برجستگی در انتهای خود دارد که آمپول نامیده می‌شود. مجاری از طریق پنج سوراخ به دهلیز باز می‌شوند که یکی از آنها بین دو مجرا مشترک است.
آنچه درون کانال‌ها قرار گرفته‌اند مجاری نیم دایره‌ای می‌باشند.
مجرای نیم دایره‌ای فوقانی عمودی بوده و با زاویه قائمه نسبت به محور بلند استخوان خاره قرار می‌گیرد. مجرای خلفی هم عمودی است اما به موازات محور بلند استخوان خاره قرار می‌گیرد. مجرای خارجی در وضعیت افقی قرار دارد و در دیواره داخلی سوراخ آنتروم ماستوئید در بالای کانال عصب صورتی قرار دارد.

## حلزون
مشابه صدف حلزون می‌باشد. حلزون به بخش قدامی دهلیز باز می‌شود.
حلزون حاوی یک ستون مرکزی به نام مودیولوس می‌باشد که یک لوله استخوانی مجوف دو و نیم دور به دور آن چرخیده‌است.
قطر هر دور نسبت به دور قبل کاهش می‌یابد به طوری که در کل یک ساختار مخروطی به وجود می‌آید.
راس آن در جلو و خارج و قاعده آن در عقب و داخل قرار می‌گیرد. اولین دور قاعده حلزون مسئول ایجاد دماغه
بر روی دیواره داخلی گوش میانی می‌باشد.